# Lipník, Prievidza
Lipník este o comună slovacă, aflată în districtul Prievidza din regiunea Trenčín. Localitatea se află la altitudinea de 333 m deasupra n.m., se întinde pe o suprafață de 5,49 km2 și în 2017 număra 523 de locuitori.

## Istoric
Localitatea Lipník este atestată documentar din 1355.

## Demografie
| An:                | 1994 | 2004   | 2014   | 2024    |
| ------------------ | ---- | ------ | ------ | ------- |
| Număr de persoane: | 486  | 477    | 511    | 595     |
| Diferență:         |      | −1,85% | +7,12% | +16,43% |

| An:                | 2023 | 2024   |
| ------------------ | ---- | ------ |
| Număr de persoane: | 597  | 595    |
| Diferență:         |      | −0,33% |